# Vermoil
Vermoil é uma povoação portuguesa sede da Freguesia de Vermoil do Município de Pombal, freguesia com 21,71 km² de área e 2436 habitantes (censo de 2021), tendo, por isso, uma densidade populacional de 112,2 hab./km².
Localiza-se na parte sul do Município de Pombal e possui nas proximidades uma estação de caminho de ferro (da Linha do Norte) que, embora situada noutra freguesia, tem o nome de Vermoil.

## Demografia
A população registada nos censos foi:
| Distribuição da População por Grupos Etários | Distribuição da População por Grupos Etários | Distribuição da População por Grupos Etários | Distribuição da População por Grupos Etários | Distribuição da População por Grupos Etários |
| -------------------------------------------- | -------------------------------------------- | -------------------------------------------- | -------------------------------------------- | -------------------------------------------- |
| Ano                                          | 0-14 Anos                                    | 15-24 Anos                                   | 25-64 Anos                                   | > 65 Anos                                    |
| 2001                                         | 416                                          | 390                                          | 1427                                         | 622                                          |
| 2011                                         | 395                                          | 274                                          | 1311                                         | 676                                          |
| 2021                                         | 274                                          | 264                                          | 1164                                         | 734                                          |

## História
De origem medieval, foi aqui fundado um hospício que mais tarde foi transformado em hospital. Este foi entregue aos cuidados dos monges beneditinos pertencentes ao Mosteiro de Agra da Portela, termo de Vermoim. A acção dos monges beneditinos na região contribuiu de forma importante para o desenvolvimento da localidade, o que levou a população, reconhecida, a escolher para nome da terra a designação de "Alcamem de Vermoim". Este nome foi evoluindo até à designação actual da freguesia: Vermoil.

## Património
- Igreja Paroquial de Nossa Senhora da Conceição - Apresenta uma fachada interessante. É de salientar um prato de oferendas seiscentista, tipo holandês com o pecado original em relevo, como fundo.
- Ermida de Nossa Senhora da Nazaré - Na aldeia de Ranha de São João. De notar uma pequena escultura de São Jorge a matar um dragão.
- Museu João de Barros

## Outros locais de interesse
- Vinhedos de Vermoil
- Casa da Quinta dos Claros - residência de João de Barros
- Capela de Santo António - onde foi sepultado João de Barros
- Outeiro da Calvaria - ruínas romanas

## Tradições
- Gastronomia: borrego e tortulhos.
- Artesanato: tanoaria, trabalhos em madeira, tecelagem, cestaria e esculturas.
- Feira: mensal, dia 7.
- Festas e Romarias: Senhor dos Passos no domingo antes da Páscoa, São Jorge em Abril,  S. João em Junho, Senhora da Boa Viagem no primeiro domingo de Agosto, Senhora da Nazaré a 15 de Agosto e Sagrado Coração de Jesus no quarto domingo de Agosto, Senhora da Conceição a 8 de Dezembro.